# Segla de les Bassades
La Segla de les Bassades és un barranc del poble i antic terme de Figuerola d'Orcau, actualment pertanyent al municipi d'Isona i Conca Dellà, del Pallars Jussà.
Té l'origen a les Comes, a 610 m. alt., al sud mateix dels Prats i dels Estanys de Basturs, en l'antic terme d'Orcau, i discorre paral·lela i a llevant del riu d'Abella, passa a tocar de Figuerola d'Orcau, pel seu costat de ponent, i va a abocar-se en el riu de Conques (o de Gavet) al sud-oest d'aquesta mateixa vila, al nord-oest del Tossal, a 473 m. alt.
És de curt recorregut, ja que no arriba a 5 quilòmetres, i tot i així, rep dos noms: més amunt de Figuerola d'Orcau, hom l'anomena lo Torrent, per agafar el nom definitiu a partir de la vila de Figuerola.
Actualment queda íntegrament dins del terme d'Isona i Conca Dellà, però antigament naixia en terme d'Orcau, entrava en el de Figuerola d'Orcau i, finalment, separava el terme d'aquesta vila del de Conques.
Els mapes antics en situen el naixement a l'Estany Xic de Basturs, però és clarament un error, atès que entre aquest estany i les Comes hi ha unes petites elevacions que marquen dos vessants diferents. Els Estanys de Basturs desaigüen directament en el riu d'Abella.

## Etimologia
Segla procedeix de séquia, mot àrab que designa els recs o canals per a regar. A les zones pirinenques, pren el significat de rasa, és a dir, l'excavació feta a terra per a fer-hi passar una conducció d'aigua. És possible que al llarg d'aquest barranc hi hagués un sistema de basses per a captar aigua, per a ús del poble i del mateix molí de Figuerola d'Orcau, que justifiquessin el seu nom. Segla de les bassades seria, doncs, séquia dels embassaments.